# Cemara (Losarang)
Cemara is een bestuurslaag in het regentschap Indramayu van de provincie West-Java, Indonesië. Cemara telt 5656 inwoners (volkstelling 2010).